# اشکرافت، نیو ساوت ولز
اشکرافت (به انگلیسی: Ashcroft) یک حومه شهر در استرالیا است که در نیو ساوت ولز واقع شده‌است.